# 中西元男
中西 元男（なかにし もとお、1938年 - ）は、日本の大学教員。東方設計大学栄誉教授。

## 経歴
兵庫県神戸市長田区生まれ。神戸市立西代中学校、兵庫県立長田高等学校、桑沢デザイン研究所を経て､早稲田大学第一文学部美術専修を卒業。早稲田大学大学院文学研究科修士課程中退。
在学中に、総合大学にこそデザイン教育の拠点を設けるべきと「早稲田大学デザイン学部設置への試案」を発表。また、浜口隆一とわが国最初の経営戦略デザイン書「デザイン･ポリシー／企業イメージの形成」を共著。大学時代は、デザインとマーケティング、経営学などの境界領域の研究に注力する。
1968年 株式会社PAOS設立。経営者に理解されるデザイン理論の確立とデザイン手法の開発をテーマに研究と実践を重ね、現在までに約100社のCI・ブランド、事業戦略デザインなどを手掛け、多くの成功例と代表事例を世に送り出す。
1980年 PAOS NewYork ､1985年 PAOS Boston設立 
1995年 PAOS北京 (博奥司北京企業設計有限公司)設立
1997年 PAOS上海 (上海派司耐特形象設計有限公司)設立
1997年4月 ハーバード大学・スタンフォード大学ビジネススクールのテキストにPAOSが事例として取り上げられ、記念講演に招かれる。
1998年 株式会社中西元男事務所を設立し、PAOSをマザーブランドとするオープンシステム化・バーチャルカンパニー化と共に、講演・執筆・コンサルティングなどの個人活動も推進。
1998-2000年 グッドデザイン賞制度の通商産業省 (現 経済産業省) 主催からの民営化にあたり総合審査委員長として改革を推進。
2000年 株式会社ワールド･グッドデザイン(WGD)を設立し､新しいデザイン運動かつビジネス戦略の構築を推進。
2004～2008年3月 早稲田大学戦略デザイン研究所客員教授。
2006～2010年 早稲田大学広報室参与。
2010年 復旦大学(上海) 客座教授。
2010～2018年 STRAMD(戦略経営デザイン人材育成講座) 主宰。
2018年 東方設計大学(台湾) 栄誉教授。